# Тарквиний и Лукреция (картина Рубенса)
«Тарквиний и Лукреция» — картина Питера Пауля Рубенса. Сюжет полотна взят из истории Древнего Рима.
Принадлежит российскому предпринимателю Владимиру Логвиненко, однако экспонируется в Эрмитаже. Разбирательство о возможном возвращении этой картины в Германию входило в число самых громких арт-скандалов начала XXI века.

## Описание
На полотне изображён Секст Тарквиний, сын римского царя Тарквиния Гордого, который склонился над Лукрецией и хочет сдёрнуть с неё оставшийся край покрывала. Сверху пару освещает Амур. А за мужчиной расположена страшная старуха с волосами в виде змей — Фурия.

### Влияние картины Тициана

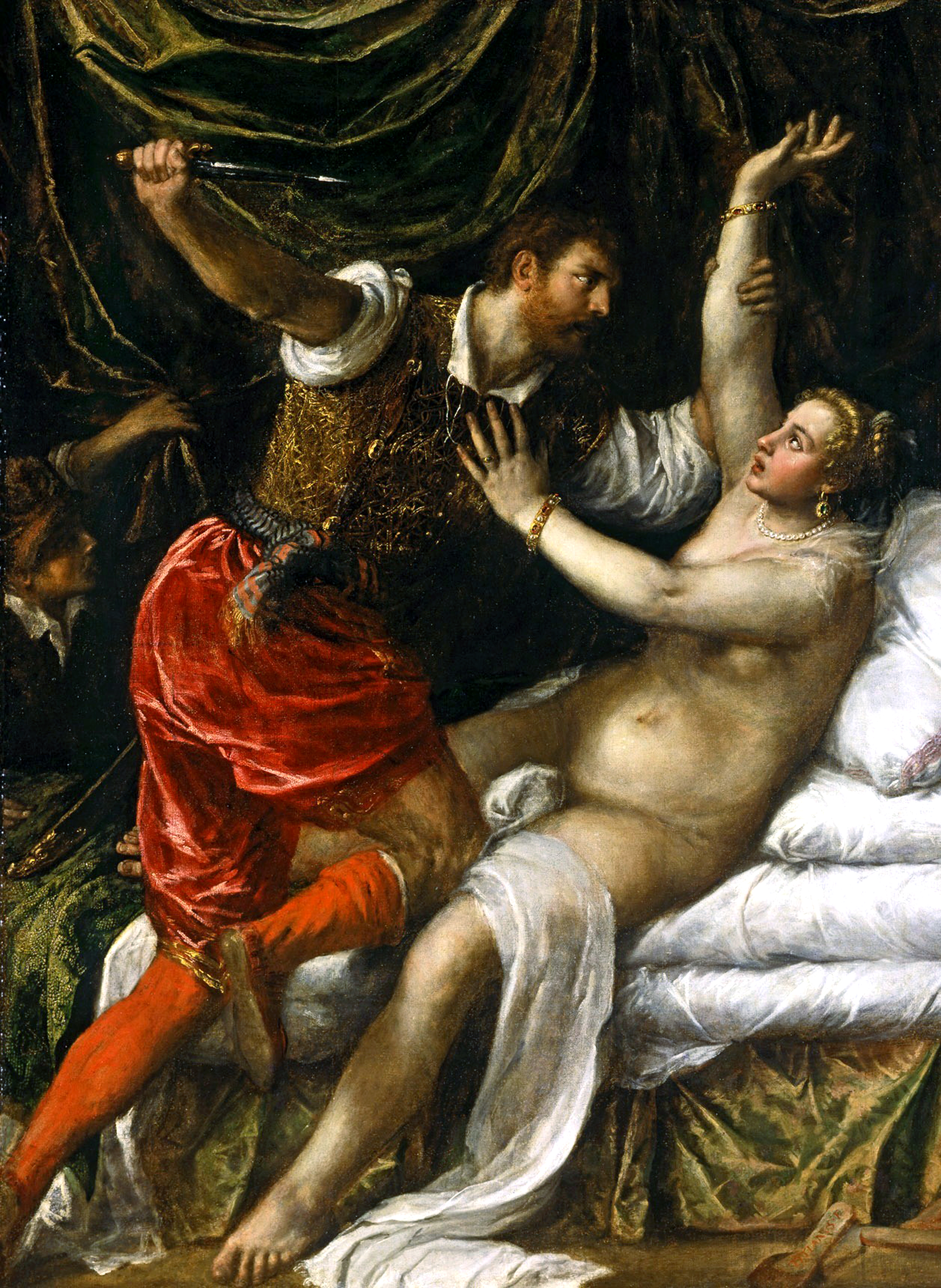
«Тарквиний и Лукреция» работы Тициана

Непосредственным источником творческого вдохновения Рубенса явилась одноимённая картина Тициана, которую фламандский художник мог видеть во время посещения Испании в 1603 году в королевском дворце Алькасар в Мадриде (в настоящее время — Мадрид, Музей Прадо). Композиции обеих картин очень похожи. Кроме того, полотну Тициана картина Рубенса, несомненно, обязана великолепием звучного колорита, построенного на глубоких, тонко нюансированных сочетаниях локальных тонов.
Однако, взяв за основу композицию произведения Тициана, великий фламандец привнёс в интерпретацию популярного сюжета из древнеримской истории глубоко индивидуальное прочтение, изменив до неузнаваемости живописно-пластическое содержание образов. В этом смысле работа Рубенса перекликается с другими его произведениями, созданными в первой трети XVII века. Прежде всего, с теми картинами на исторические и мифологические сюжеты, главное место в которых занимают изображения обнажённых женских фигур («Сусанна и старцы», Академия сан Фернандо, Мадрид 1609—1610 года; «Венера и Адонис»). Героинь этих картин сближают глубоко индивидуальные приёмы трактовки прекрасного обнажённого женского тела, а также сходство в деталях причесок и украшений. Образ Тарквиния по манере исполнения необычайно близок к изображению спящего Самсона в рубенсовской картине «Самсон и Далила».
«Сравнительно крупные размеры полотна позволяют предположить, что оно предназначалось для достаточно большого помещения. Именно в пространстве такого воображаемого интерьера картина изображена в работе Виллема ван Хехта „Апеллес и Кампаспа“ (Гаага, Королевский кабинет картин Маурицхёйс), что также свидетельствует о её известности среди современников Рубенса».

## История
Картина относится к первым годам возвращения художника из Италии. «Тарквиний и Лукреция» подтверждение славы мастера. Такого рода работы покупали соотечественники, князья, принцы и монархи. Рубенс мог её написать как на заказ, так и для собственного удовольствия. Одним из её первых владельцев был Арнолд Лунден — богатый антверпенский торговец и видный коллекционер, к тому же друг и дальний родственник Рубенса.
В 1769 году картина была приобретена прусским королём Фридрихом Вильгельмом и висела в разных дворцах в Берлине, а с 1926 года находилась в Потсдаме во дворце Сан-Суси.

### После Второй мировой войны
После Великой Отечественной войны картина была вывезена из берлинского замка Геббельса во время наступления советских войск в 1945 году.
Её привез домой в Советский Союз подполковник Советской армии Борис Петрович Дорофеев, по словам его дочери, помощник коменданта Брандербурга (информация не подтверждается), расквартированный в доме любовницы Геббельса. Он привез картину с соблюдением всех формальностей и уплатой необходимых налогов.
Немецкая сторона опровергает информацию о «доме любовницы Геббельса» и считает её выдуманной с целью обеления провенанса картины. По их сведениям, в 1942 году галерея Сан-Суси была эвакуирована в связи с угрозой воздушных налётов, так как подвала в замке не было. Картины из её коллекции были запакованы и отправлены в замок Рейнсберг, примерно в 60 километрах к северу от Берлина. «Там, согласно данным немецкой стороны, картина хранилась до момента пропажи. Эвакуация и транспортировка картин из Сан-Суси, включая и „Тарквиния и Лукрецию“, как и их благополучное прибытие в Рейнсберг, подтверждаются соответствующими инвентарными ведомостями и протоколами. 29 апреля 1945 года замок Рейнсберг занимают отряды Красной Армии».
Спустя десятилетия в 1999 год]]у его дочь Татьяна Борисовна продала полотно, сложенное в несколько раз, анонимному коллекционеру за 800 долл. «Этот покупатель, до сих пор фигурирующий во всех документах как „неизвестное лицо“, перепродал картину уже за 28 000 долларов некоему торговцу антиквариатом, имя которого также не указывается». У него она была приобретена антикваром Александром Дадиани за 500 тыс. долл. В 2003 году владельцем картины стал Владимир Логвиненко, купивший её у Дадиани по некоторым указаниям за 3,5 млн долл. (сам коллекционер то опровергал эту сумму в разговорах с журналистами, то подтверждал её в официальных показаниях).

### Реставрация

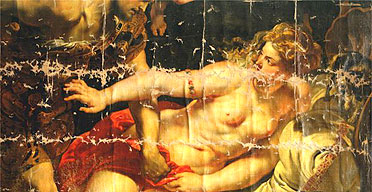
Фрагмент повреждённого полотна

Картина долгое время хранилась в ненадлежащих условиях и сильно пострадала. Логвиненко за свой счёт отреставрировал картину, которая имела до 80 % утраты красочного слоя и долго не подвергалась грамотной атрибуции.
В сентябре 2004 года он передал её в Лабораторию научной реставрации станковой живописи Эрмитажа. Специалисты музея продолжили работу, начатую ещё в Москве. Они провели трудоёмкую работу по выравниванию покровного лака и восполнению утрат авторской живописи. По словам Михаила Пиотровского, полотно находилось в очень плохом состоянии: холст был сложен в несколько раз, на сгибах осыпалась краска, самые большие утраты — на щеке Лукреции.

В сентябре 2004 г. картина Рубенса поступила в Лабораторию научной реставрации станковой живописи Государственного Эрмитажа для продолжения реставрации, начатой в Москве.
На момент поступления произведение прошло комплекс реставрационных работ, выполненных московскими специалистами, включавшими в себя техническую реставрацию (укрепление красочного слоя, устранение деформаций, дублирование на новый холст и подведение реставрационного грунта), также была восстановлена и частично выровнена плёнка сильно пожелтевшего лака, лежавшего на картине неравномерно, и начата работа по восполнению живописи в местах утрат красочного слоя. На заседании Реставрационной комиссии Государственного Эрмитажа, состоявшегося 16 сентября 2004 г., было принято решение об окончании реставрации. Была проведена трудоемкая работа по завершению выравнивания покровного лака и восполнению утрат авторской живописи. Выполнение этой задачи было поручено группе сотрудников Лаборатории научной реставрации станковой живописи Государственного Эрмитажа: Кузнецову А. В. (художник-реставратор высшей категории, заведующий лабораторией), Бровкину В. Ю. и Никольскому А. С. (художники-реставраторы I категории).

Авторство Рубенса было обнаружено в процессе реставрации и последовавшего за ней изучения архивов Эрмитажа.

### Спор о реституции и компенсации
Германия узнала о находке осенью 2003 года, когда ей предложили выкупить картину. После установления «трофейного» происхождения картины немецкой прокуратурой было возбуждено уголовное дело по факту незаконного приобретения картины против Логвиненко и даже его однофамильца. В 2004 году германское правительство стало настаивать на возвращении картины из России по запросу фонда «Прусские замки и сады Берлина-Бранденбурга» как трофейное искусство.
Первоначально Логвиненко был готов вернуть её в Германию — сначала предложил выкупить (по некоторым указаниям за 60 млн евро), а потом говорил о возможности передачи безвозмездно при условии прекращения уголовного дела против него и других фигурантов — требовал отступного. На время разбирательства картину изъяла российская прокуратура. В 2004 году земельный суд Бранденбурга признал российского бизнесмена Владимира Логвиненко законным владельцем картины.
Российская прокуратура в течение года тщательным образом проводила расследование факта приобретения картины Рубенса и трижды подтвердила законность данного приобретения, тем самым отказав в выполнении международного следственного поручения с немецкой стороны.
В итоге Генеральная прокуратура отказала в ходатайстве Министерству юстиции ФРГ о передаче шедевра германской стороне. В 2004 году немецкий суд признал, что Логвиненко является добросовестным приобретателем полотна.
По сведениям газеты «Коммерсантъ», со времени реституционного скандала Логвиненко не оставлял попыток продать «Тарквиния и Лукрецию», однако ввиду рискованности вывоза полотна за границу, где его могут конфисковать, подготовка данной сделки потребовала крупных денежных вложений. В 2007 году Логвиненко убедил оказать содействие экс-вице-президента «Роснефти» Анатолия Локтионова, который в счёт будущей продажи перечислил на его расчётный счёт 5 млн евро. После того как сделка по продаже не состоялась, бизнесмен в ноябре 2010 года подал на Логвиненко в суд, требуя вернуть ему данную сумму. В 2012 году суд обязал Логвиненко выплатить долг, взятый под Рубенса.

### Экспонирование
Впоследствии картина находилась на постоянном экспонировании в Эрмитаже в зале Рубенса. Картина была принята Эрмитажем на основании распоряжения Федеральной службы по надзору за соблюдением законодательств в сфере массовых коммуникаций и охране культурного наследия и договоров, подписанных В. А. Логвиненко и Государственным Эрмитажем. Оно пополнило эрмитажную коллекцию работ Рубенса, включающую 22 картины и 19 эскизов. В 2006/2007 году картина выставлялась в Москве в ГМИИ.
Кроме того, Эрмитажем на временное хранение были приняты и другие картины из коллекции Логвиненко, в том числе «Распятие» кисти Питера Пауля Рубенса, которое представляет собой, по всей вероятности, исчезнувшую ещё в 1794 году центральную часть пределы триптиха «Чудесный улов рыбы», написанного Рубенсом в 1618—1619 гг. по заказу гильдии рыботорговцев для приходской церкви Богоматери в Мехелене. Как указывают, ещё две картины («Союз Земли и Воды» и «Поклонение пастухов»), переданные аналогично — это приписываемые Рубенсу; скорее всего, это выполненные учениками копии с его полотен.